# Muff Winwood
Muff Winwood (15 de junho de 1943) é um músico, compositor e produtor musical britânico. É irmão de Steve Winwood, com quem integrou a banda Spencer Davis Group na década de 1960, onde tocava baixo. Entre seus créditos como produtor está o álbum de estréia do Dire Straits, lançado em 1978.